# Bożykwiat

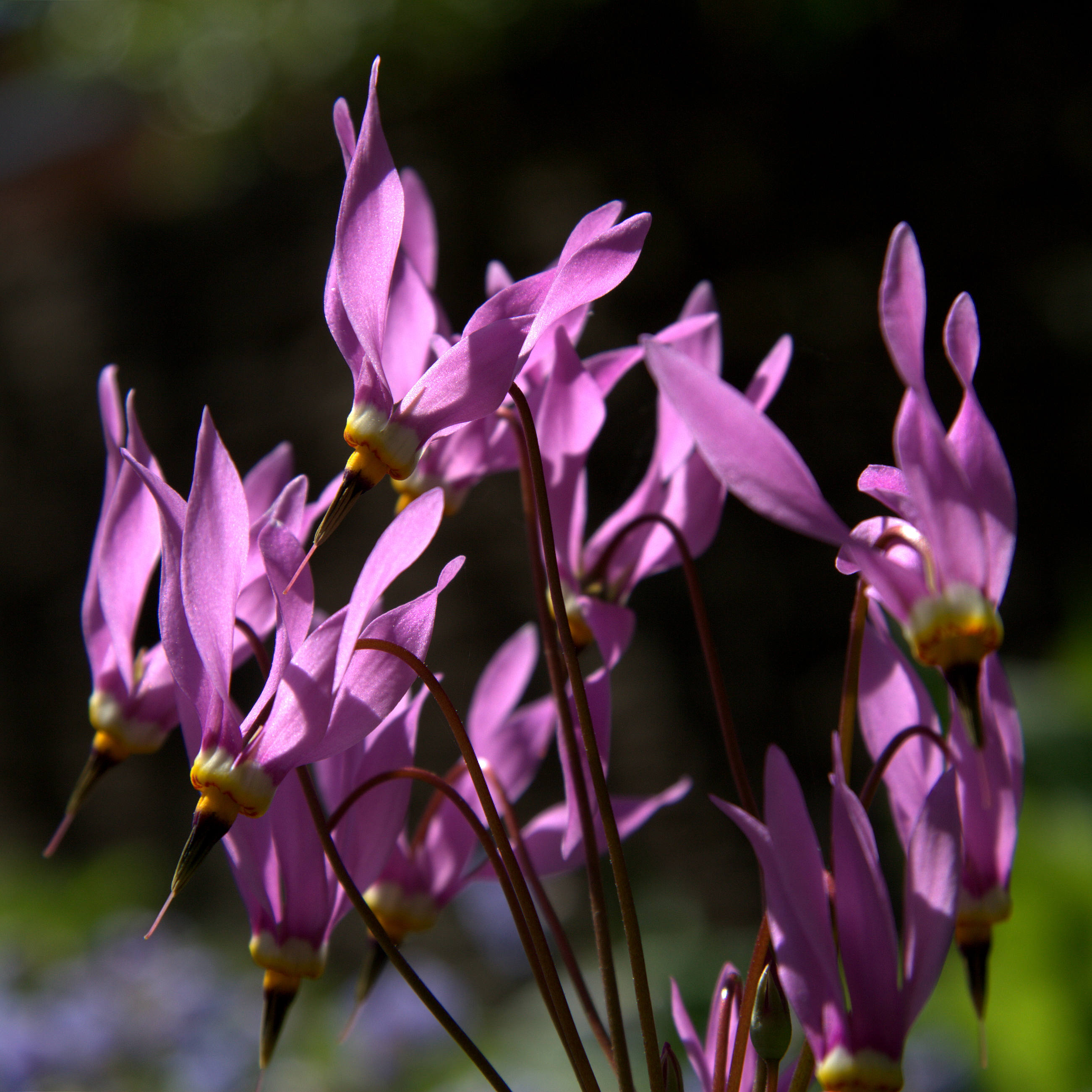
Bożykwiat Meada

Bożykwiat (Primula subgen. Auriculastrum, sect. Dodecatheon) – sekcja w obrębie rodzaju pierwiosnek Primula, dawniej rodzaj Dodecatheon w obrębie rodziny pierwiosnkowatych. Grupa obejmuje 17 gatunków występujących w Ameryce Północnej (na północ od północnego Meksyku) oraz na Dalekim Wschodzie w Rosji. Niektóre gatunki są uprawiane jako rośliny ozdobne, także w Polsce, głównie bożykwiat Meada.

## Systematyka
Grupa gatunków opisana w randze odrębnego rodzaju przez Karola Linneusza w 1753. Badania molekularne wykazały, że rośliny te mają najbliższych wspólnych przodków z gatunkami z podrodzaju Auriculastrum w obrębie rodzaju pierwiosnek Primula. W konsekwencji gatunki tworzące dawny rodzaj przeklasyfikowane zostały do własnej sekcji Dodecatheon w obrębie rodzaju Primula.
Wykaz gatunków
- Dodecatheon alpinum (A.Gray) Greene
- Dodecatheon amethystinum (Fassett) Fassett
- Dodecatheon austrofrigidum K.L.Chambers
- Dodecatheon clevelandii Greene
- Dodecatheon conjugens Greene
- Dodecatheon dentatum Hook.
- Dodecatheon frenchii (Vasey) Rydb.
- Dodecatheon frigidum Cham. & Schltdl.
- Dodecatheon hendersonii A.Gray
- Dodecatheon jeffreyi Van Houtte
- Dodecatheon meadia L. – bożykwiat Meada
- Dodecatheon poeticum L.F.Hend.
- Dodecatheon pulchellum (Raf.) Merr. – bożykwiat nadobny
- Dodecatheon redolens (H.M.Hall) H.J.Thomps.
- Dodecatheon subalpinum Eastw.